# Arḫalba
Arḫalba (auch Ar-ḫalba, seltener Arḫalbu) war ein König von Ugarit (im Nordwesten Syriens), der von ca. 1315 bis 1313 v. Chr. regierte.
Arḫalba und seine Herrschaft sind schlecht belegt. Er ist lediglich durch sechs juristische Texte bezeugt. Er war ein Sohn von Niqmaddu II. und folgte diesem auf dem Thron. Ob Niqmaddu verstorben war oder er von seinem Sohn verdrängt wurde, ist ungeklärt. Während sich Niqmaddu loyal gegenüber dem Hethiterreich verhielt, dessen Vasallenstaat Ugarit seit etwa Mitte des 14. Jahrhunderts v. Chr. war, strebte Arḫalba möglicherweise nach Unabhängigkeit und nahm Kontakt mit dem ägyptischen Pharao Haremhab auf, wovon eine Inschrift auf einem Travertingefäß (RS 17.420 + 17.421) zeugen könnte, die den Namen des Pharaos trägt. Auch wird vermutet, dass er sich einer von Ägypten unterstützten Rebellion von Karkemiš und Tettes von Nuhašše angeschlossen hat. Daher sei Arḫalba nach nur etwa zwei Jahren Regentschaft vom Hethiterkönig Muršili II. abgesetzt und durch seinen Bruder Niqmepa (VI.) ersetzt worden.
Die oft vertretene Meinung, dass Arḫalba sich gegen die Hethiter erhob und deshalb entmachtet und eventuell im Hethiterreich interniert wurde, ist in der Forschung jedoch nicht unwidersprochen geblieben. Dafür, dass er sich am von Ägypten unterstützten Aufstand nordsyrischen Kleinstaaten beteiligt hat, gibt es keinen eindeutigen Beleg. Ferner kann nicht ausgeschlossen werden, dass sich das Verhältnis zwischen Ägypten und dem Hethiterreich unter Haremhab zeitweise entspannt hatte, was das Gefäß mit dem Namen des Pharaos in Ugarit erklären könnte. Hethitischen Vasallen war es gestattet, freundschaftliche Kontakte mit anderen Staaten zu pflegen, sofern diese von den Hethitern nicht als feindlich angesehen wurden.
Eine andere Vermutung bzgl. der kurzen Regierungszeit Arḫalbas baut auf einem Text (RS 16.144) auf, dem „letzten Willen“ Arḫalbas, der seine Brüder davor warnt und sie für den Fall verflucht, nach seinem Tod seine Gattin Kubaba zu ehelichen und dadurch auf den Thron zu gelangen, wie es in Ugarit damals durchaus üblich war. Dieses Dokument hat in Verbindung mit dem hurritischem Namen Arḫalbas – alle anderen ugaritischen Könige tragen semitische Namen – zu Spekulationen geführt, dass Arḫalba gar nicht designierter Thronfolger Niqmaddus II. war, sondern seinen Bruder Niqmepa (VI.), der Arḫalba nachfolgte, übergangen hatte. Bemerkenswert ist auch, dass Arḫalba in den ugaritischen Königslisten nicht aufgeführt wird. Auch dieser These mangelt es allerdings an eindeutigen Belegen.
Da erwogene Thesen bzgl. der kurzen Regierungszeit Arḫalbas mit den derzeit bekannten Quellen nicht bewiesen werden können, hält Itamar Singer es auch für denkbar, dass Arḫalbas kurze Regierungszeit andere als politische Gründe hatte, z. B. ein früher Tod des Königs durch eine plötzliche schwere Erkrankung.